# Sophie Thatcher
Sophie Bathsheba Thatcher  (Chicago, 18 de octubre de 2000) es una actriz estadounidense de cine y televisión. Es más conocida por protagonizar la serie de televisión del género drama psicólogico Yellowjackets (2021-).

## Carrera
Sophie Thatcher nació en Chicago, Illinois, el 18 de octubre de 2000. Asistió a la Nichols Middle School en Evanston, Illinois. Creció cantando y empezó a actuar cuando tenía cuatro años. Fue a una escuela de artes escénicas para estudiar teatro musical, y su experiencia en la cámara la llevó a dedicarse más a la actuación que al canto. Su trabajo en las tablas incluye producciones como Oliver, Seussical, The Diary of Anne Frank y The Secret Garden. Ha aparecido además en las series de televisión Chicago P.D., El exorcista y Chicago Med.

## Filmografía

### Cine y televisión
| Año           | Título                | Medio       | Papel                  | Notas        |
| ------------- | --------------------- | ----------- | ---------------------- | ------------ |
| 2015          | Growing Strong        | Corto       | Lily Strong            |              |
| 2016          | Chicago P.D.          | Serie de TV | Carolyn Clifford       | 1 episodio   |
| 2016          | El exorcista          | Serie de TV | Regan                  | 2 episodios  |
| 2017          | Deb's House           | Corto       | Deidre                 |              |
| 2018          | Prospect              |             | Cee                    |              |
| 2018          | Chicago Med           | Serie de TV | Deidre                 | 4 episodios  |
| 2019          | The Tomorrow Man      |             | Jeanine                |              |
| 2021–presente | Yellowjackets         | Serie de TV | Natalie Nat Scatorccio | 19 episodios |
| 2021          | The Book Of Boba Fett | Serie de TV | Drash                  | 3 episodios  |
| 2022          | Blink                 | Corto       | Mary                   |              |
| 2023          | The Boogeyman         |             | Sadie Harper           |              |
| 2024          | MaXXXine              |             | FX Artist              | Cameo        |
| 2024          | Heretic               |             | hermana Barnes         |              |
| 2025          | Companion             |             | Iris                   |              |